# Georg (Sachsen-Altenburg)

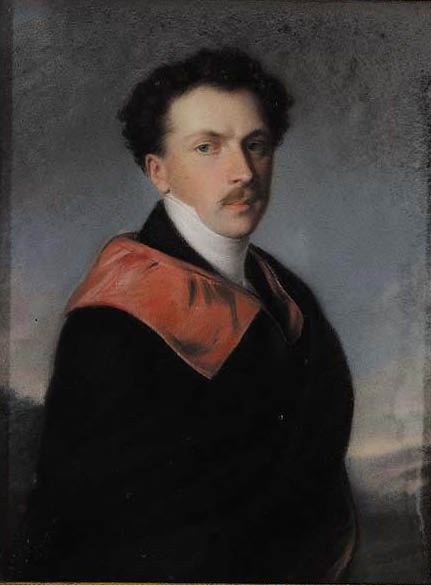
Prinz Georg von Sachsen-Hildburghausen, späterer Herzog von Sachsen-Altenburg, Gemälde von C. Mayer, ca. 1820

Georg Karl Friedrich Franz von Sachsen-Altenburg (* 24. Juli 1796 in Hildburghausen; † 3. August 1853 in Hummelshain) war Prinz von Sachsen-Hildburghausen, ab 1826 Prinz von Sachsen-Altenburg und von 1848 bis 1853 Herzog von Sachsen-Altenburg.

## Leben
Georg war ein Sohn des Herzogs Friedrich von Sachsen-Hildburghausen und dessen Gemahlin Prinzessin Charlotte von Mecklenburg-Strelitz. Damit gehörte er dem Haus Sachsen-Hildburghausen an, das 1826 in Haus Sachsen-Altenburg umbenannt wurde. Über seine Mutter war Georg mit vielen deutschen Herrscherhäusern eng verwandt. Die Könige Friedrich Wilhelm IV. und Wilhelm I. von Preußen, Kaiserin Alexandra Fjodorowna von Russland, König Georg V. von Hannover und Großherzog Friedrich Wilhelm II. zu Mecklenburg-Strelitz waren allesamt Vettern bzw. Cousinen ersten Grades.
Seit 1804 diente er in österreichischen Diensten. Im 3. Ulanenregiment kämpfte Georg in der Völkerschlacht bei Leipzig und zog mit Fürst Schwarzenberg siegreich in Paris ein. Beim Italienfeldzug 1814 wurde der Prinz am linken Oberschenkel verwundet und musste die militärische Laufbahn aufgeben.

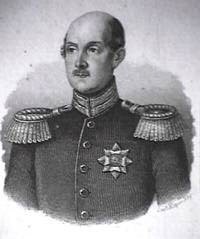
Georg von Sachsen Altenburg (1796–1853)

Zurück in Hildburghausen, lebte er mit seinem Bruder Joseph im dortigen Schloss Charlottenburg. Von 1816 bis 1820 studierte Georg an der Universität Heidelberg und wurde danach von König Maximilian I. von Bayern zu dessen persönlichen Adjutanten bestimmt. Von diesem 1822 mit dem Hubertusorden ausgezeichnet, erhielt er die Erlaubnis dauernden Wohnsitz in Hildburghausen zu nehmen, wo Georg das Schloss in Hellingen umgestaltete. Prinz Georg gründete in Hildburghausen eine Jugendwehr und 1824 die städtische Sparkasse.
1826 wurde Georgs Vater Herzog von Sachsen-Altenburg und der Hof zog in die neue Residenz. Georg verblieb noch bis 1829 in Hildburghausen und siedelte dann auf das Schloss Christiansburg in Eisenberg um. Seine Abschiedsworte an den Gemeinderat lauteten: „Es machte mich glücklich noch einige Jahre nach dem Abgang meiner Verwandten unter den Bewohnern dieser Stadt zu weilen, da ich glaube, durch eine längere Anwesenheit meinen braven Landsleuten nützen zu können.“ Der Eisenberger Superintendent Klötzner beschreibt den Prinzen: „Edle Gestalt, schönes Angesicht, helles, freundliches Auge, würdevolle Haltung, ferner klarer Verstand, tiefes Gemüt, fester Wille, reger Sinn für Natur und Kunst, dabei leutselig, einfach genügsam für seine Person, sparsam und doch fröhlich zum Geben, in seiner Liebe zur Gemahlin und den Söhnen das Muster eines rechten Familienvaters.“
Später lebte Georg mit seiner Familie im Altenburger Prinzenpalais. Er folgte seinem Bruder Joseph, der 1848 auf den Thron verzichtete als Herzog von Sachsen-Altenburg. Der Herzog reformierte die Finanzverwaltung, gründete den „Georgenverein“ zur Förderung von Kunst und Handwerk und gestaltete das Eisenberger Schloss weiter aus. 1850 gründete Georg eine Vorschusskasse für arme Handwerker und gab eigene Mittel für die Armenfürsorge aus, was ihm den Namen Georg der Gute einbrachte. 1850 empfing er feierlich das Altenburger Bataillon seines Bruders Eduard, das siegreich im Schleswig-Holsteinischen Krieg gekämpft hatte.
Bereits am 28. Mai 1853 hatte er wegen gesundheitlicher Probleme die Regierung in die Hände seines Sohnes Ernst übergeben und starb am 3. August auf dem Jagdschloss Hummelshain.

## Nachkommen
Am 7. Oktober 1825 heiratete der damalige Erbprinz Georg in Ludwigslust Herzogin Marie zu Mecklenburg (1803–1862), Tochter des mecklenburgischen Erbprinzen Friedrich Ludwig. Aus der gemeinsamen Ehe gingen zwei Söhne hervor, die das Erwachsenenalter erreichten:
- Ernst I. (1826–1908), Herzog von Sachsen-Altenburg von 1853–1908

⚭ 1853 Prinzessin Agnes von Anhalt-Dessau (1824–1897)
- Albrecht (1827–1835)
- Moritz (1829–1907)

⚭ 1862 Prinzessin Auguste von Sachsen-Meiningen (1843–1919)

## Vorfahren
| Ahnentafel Georg von Sachsen-Altenburg (1796–1853) | Ahnentafel Georg von Sachsen-Altenburg (1796–1853) | Ahnentafel Georg von Sachsen-Altenburg (1796–1853) | Ahnentafel Georg von Sachsen-Altenburg (1796–1853) | Ahnentafel Georg von Sachsen-Altenburg (1796–1853) | Ahnentafel Georg von Sachsen-Altenburg (1796–1853) | Ahnentafel Georg von Sachsen-Altenburg (1796–1853) | Ahnentafel Georg von Sachsen-Altenburg (1796–1853) | Ahnentafel Georg von Sachsen-Altenburg (1796–1853) |
| -------------------------------------------------- | --- | --- | --- | --- | --- | --- | --- | --- |
| Urgroßeltern                                       | Herzog Ernst Friedrich II. von Sachsen-Hildburghausen (1707–1745) ⚭ 1726 Gräfin Karoline zu Erbach-Fürstenau (1700–1758)                                        | Herzog Ernst Friedrich II. von Sachsen-Hildburghausen (1707–1745) ⚭ 1726 Gräfin Karoline zu Erbach-Fürstenau (1700–1758)                                        | Herzog Ernst August I. von Sachsen-Weimar-Eisenach (1688–1748) ⚭ 1734 Prinzessin Sophie Charlotte von Brandenburg-Bayreuth (1713–1747)                          | Herzog Ernst August I. von Sachsen-Weimar-Eisenach (1688–1748) ⚭ 1734 Prinzessin Sophie Charlotte von Brandenburg-Bayreuth (1713–1747)                          | Prinz Karl (Friedrich Ludwig) zu Mecklenburg (1708–1752) ⚭ 1735 Prinzessin Elisabeth Albertine von Sachsen-Hildburghausen (1713–1761)                           | Prinz Karl (Friedrich Ludwig) zu Mecklenburg (1708–1752) ⚭ 1735 Prinzessin Elisabeth Albertine von Sachsen-Hildburghausen (1713–1761)                           | Prinz Georg Wilhelm von Hessen-Darmstadt (1722–1782) ⚭ 1748 Gräfin Maria Luise Albertine zu Leiningen-Dagsburg-Falkenburg (1729–1818)                           | Prinz Georg Wilhelm von Hessen-Darmstadt (1722–1782) ⚭ 1748 Gräfin Maria Luise Albertine zu Leiningen-Dagsburg-Falkenburg (1729–1818)                           |
| Großeltern                                         | Herzog Ernst Friedrich III. Carl von Sachsen-Hildburghausen (1727–1780) ⚭ 1758 Prinzessin Ernestine Auguste Sophie von Sachsen-Weimar-Eisenach (1740–1786)      | Herzog Ernst Friedrich III. Carl von Sachsen-Hildburghausen (1727–1780) ⚭ 1758 Prinzessin Ernestine Auguste Sophie von Sachsen-Weimar-Eisenach (1740–1786)      | Herzog Ernst Friedrich III. Carl von Sachsen-Hildburghausen (1727–1780) ⚭ 1758 Prinzessin Ernestine Auguste Sophie von Sachsen-Weimar-Eisenach (1740–1786)      | Herzog Ernst Friedrich III. Carl von Sachsen-Hildburghausen (1727–1780) ⚭ 1758 Prinzessin Ernestine Auguste Sophie von Sachsen-Weimar-Eisenach (1740–1786)      | Großherzog Karl II. von Mecklenburg-Strelitz (1741–1816) ⚭ 1768 Prinzessin Friederike Caroline Luise von Hessen-Darmstadt (1752–1782)                           | Großherzog Karl II. von Mecklenburg-Strelitz (1741–1816) ⚭ 1768 Prinzessin Friederike Caroline Luise von Hessen-Darmstadt (1752–1782)                           | Großherzog Karl II. von Mecklenburg-Strelitz (1741–1816) ⚭ 1768 Prinzessin Friederike Caroline Luise von Hessen-Darmstadt (1752–1782)                           | Großherzog Karl II. von Mecklenburg-Strelitz (1741–1816) ⚭ 1768 Prinzessin Friederike Caroline Luise von Hessen-Darmstadt (1752–1782)                           |
| Eltern                                             | Herzog Friedrich von Sachsen-Hildburghausen (ab 1826 Herzog von Sachsen-Altenburg) (1763–1834) ⚭ 1785 Prinzessin Charlotte von Mecklenburg-Strelitz (1769–1818) | Herzog Friedrich von Sachsen-Hildburghausen (ab 1826 Herzog von Sachsen-Altenburg) (1763–1834) ⚭ 1785 Prinzessin Charlotte von Mecklenburg-Strelitz (1769–1818) | Herzog Friedrich von Sachsen-Hildburghausen (ab 1826 Herzog von Sachsen-Altenburg) (1763–1834) ⚭ 1785 Prinzessin Charlotte von Mecklenburg-Strelitz (1769–1818) | Herzog Friedrich von Sachsen-Hildburghausen (ab 1826 Herzog von Sachsen-Altenburg) (1763–1834) ⚭ 1785 Prinzessin Charlotte von Mecklenburg-Strelitz (1769–1818) | Herzog Friedrich von Sachsen-Hildburghausen (ab 1826 Herzog von Sachsen-Altenburg) (1763–1834) ⚭ 1785 Prinzessin Charlotte von Mecklenburg-Strelitz (1769–1818) | Herzog Friedrich von Sachsen-Hildburghausen (ab 1826 Herzog von Sachsen-Altenburg) (1763–1834) ⚭ 1785 Prinzessin Charlotte von Mecklenburg-Strelitz (1769–1818) | Herzog Friedrich von Sachsen-Hildburghausen (ab 1826 Herzog von Sachsen-Altenburg) (1763–1834) ⚭ 1785 Prinzessin Charlotte von Mecklenburg-Strelitz (1769–1818) | Herzog Friedrich von Sachsen-Hildburghausen (ab 1826 Herzog von Sachsen-Altenburg) (1763–1834) ⚭ 1785 Prinzessin Charlotte von Mecklenburg-Strelitz (1769–1818) |
| Herzog Georg von Sachsen-Altenburg (1796–1853)     | | | | | | | | |